# Juge placé auprès du premier président d'une cour d'appel
 (avril 2020).
Si vous disposez d'ouvrages ou d'articles de référence ou si vous connaissez des sites web de qualité traitant du thème abordé ici, merci de compléter l'article en donnant les références utiles à sa vérifiabilité et en les liant à la section « Notes et références ».
En France, le juge placé auprès du premier président d'une cour d’appel, communément dénommé « juge placé », est un magistrat du siège, rattaché à une cour d’appel, et affecté au remplacement de magistrats absents pour raison de congés ou de stage, à l’intérim de postes vacants de son grade ou au renforcement temporaire des effectifs d’une juridiction.
La fonction a été créée par la loi organique du 29 octobre 1980, modifiant l'ordonnance du 22 décembre 1958 portant loi organique relative au statut de la magistrature.
L'appellation de juge placé est réservée aux magistrats du second grade.
Le magistrat du premier grade exerçant cette fonction est dénommé vice-président placé auprès du premier président de la cour d’appel.

## Affectation du juge placé
Il est affecté selon les besoins dans les fonctions de juge (y compris juge aux affaires familiales), juge de l'application des peines  (JAP), juge des enfants, juge d'instance ou juge d'instruction dans les tribunaux judiciaires qui dépendent de la cour d’appel à laquelle il est rattaché (par exemple, pour la cour d’appel de Versailles, les tribunaux judiciaires de Versailles, Nanterre, Pontoise et Chartres).
Le vice-président placé peut en outre exercer des fonctions de conseiller à la cour d’appel.
Cette fonction suppose donc d’être mobile, polyvalent et d’avoir une certaine capacité d’adaptation.
L’affectation du juge placé à un poste se fait par ordonnance du premier président de la cour d’appel, qui précise le motif et la durée du remplacement à effectuer ou de l’affectation temporaire. La durée de cette affectation, lorsqu’elle concerne un emploi vacant ou un renforcement d’effectif, ne peut pas dépasser la durée, non renouvelable, de huit mois.
En cas de remplacement d'un magistrat empêché, le terme de l'affectation est le retour de ce magistrat, sauf si le juge placé accepte entre-temps un changement d'affectation.
Lorsqu’il n’effectue aucun remplacement ou n’a aucune affectation temporaire, ce qui n’arrive pratiquement pas, le juge placé exerce des fonctions au tribunal judiciaire situé dans la ville siège de la cour d’appel (par exemple Aix-en-Provence) ou dans le tribunal judiciaire le plus important du département du siège de la cour d’appel (par exemple, pour la cour d’appel d’Aix-en-Provence, le tribunal de Marseille).

## Rémunération et indemnités
Le juge placé bénéficie, outre son traitement de base, d’une indemnité de fonction fixée à 39 % de cette rémunération, soit un taux supérieur à celui dont bénéficient les autres magistrats de son grade. S’y ajoute la prime modulable allouée aux magistrats.
Lorsqu’il est affecté dans une juridiction située hors de sa résidence administrative (siège de la cour d’appel) ou de sa résidence familiale, il est indemnisé en application du décret du 3 juillet 2006 fixant les conditions et les modalités de règlement des frais occasionnés par les déplacements temporaires des personnels civils de l'État.

## Durée d’exercice de la fonction
La fonction de juge placé est limitée à une durée de six ans. 
Après deux ans d’exercice de la fonction, le juge placé bénéficie, s’il le demande, d’une nomination prioritaire au tribunal judiciaire du siège de la cour d’appel ou dans le tribunal judiciaire le plus important du département du siège de la cour d’appel. Il est alors nommé sur le premier emploi vacant de l’une de ces juridictions sur lequel il s’est porté candidat.
À l’issue des six ans, s’il n’a pas émis de souhait de mutation, le juge placé est nommé d’office, au besoin en surnombre, dans l’un de ces tribunaux.
En vertu d'un arrêt rendu par le Conseil d'État le 17 février 2010 (requête n° 320031), cette nomination d'office vaut pour tout magistrat ayant exercé au total, durant sa carrière, pendant plus de six ans des fonctions de juge placé ou de vice-président placé, y compris à plusieurs années d'intervalle. 
Le projet de loi organique relatif au statut de la magistrature, déposé devant l'Assemblée nationale le 27 juillet 2011, prévoit de porter la durée maximale à six ans consécutifs ou douze ans sur l'ensemble de la carrière.